# Klasy senatorów Stanów Zjednoczonych
Klasy senatorów Stanów Zjednoczonych – podział, przyporządkowanie senatorów Stanów Zjednoczonych. Liczba senatorów przyporządkowanych do klas jest możliwie równa (obecnie dwie klasy liczą 33 senatorów, jedna 34). Genezą powstania klas jest łatwy i prosty sposób określenia kiedy kończy się kadencja danego senatora (kadencja trwa sześć lat, przy czym co dwa lata wymienia się 1/3 składu). Dwoje senatorów z danego stanu jest przyporządkowanych do innych klas.

## Historia

### Kadencje w pierwszych latach Kongresu
Pierwsze wybory do Senatu USA odbyły się w 1788. Już wtedy zdecydowano, że pierwsze kadencje Kongresu USA będą niepełne (okres przejściowy). I tak:
- senatorowie 1 klasy w 1788 zostali wybrani na dwuletnią kadencję, a od 1790 sześcioletnią
- senatorowie 2 klasy w 1788 zostali wybrani na czteroletnią kadencję, a od 1792 sześcioletnią
- senatorowie 3 klasy w 1788 zostali wybrani na dwuletnią kadencję, w 1790 czteroletnią i od 1794 sześcioletnią.

### Obsadzanie opróżnionych miejsc
W myśl Konstytucji USA (Art. I § 3) senatorów wybierały stanowe parlamenty. Gdy miejsce senatora zostało przedwcześnie opróżnione, stanowe parlamenty wybierały nowego senatora, który dokańczał kadencję poprzednika. Konstytucja dopuszczała, że w przypadku przerwy między sesjami stanowych parlamentów władzy wykonawczej (gubernatorom) przysługiwało prawo obsadzenia wakującego miejsca do czasu wznowienia sesji stanowego parlamentu i wyboru właściwego następcy.
Jednak 8 kwietnia 1913 weszła w życie 17. poprawka do Konstytucji. Stanowi ona, że wybory do Senatu stają się powszechnymi. Po opróżnieniu miejsca przed upływem kadencji władza wykonawcza jest zobowiązana do przeprowadzania wyborów uzupełniających. Do czasu wyborów stanowy parlament może upoważnić władzę wykonawczą do obsadzania pustego miejsca w Senacie. Należy pamiętać, że wybory uzupełniające nie są przeprowadzane tak jak do polskiego Senatu (czyli możliwie najszybciej). Wybory w Stanach Zjednoczonych odbywają się zawsze we wtorek po pierwszym poniedziałku listopada roku parzystego. Tak więc osoba, która jest wyznaczona przez gubernatora, pełni urząd senatora do dwóch lat.
Przykład: Ted Stevens został mianowany senatorem 24 grudnia 1968 (kadencja senatora 2 klasy wygasała 3 stycznia 1973). Najbliższe wybory uzupełniające odbyły się w listopadzie 1970. Stevens wygrał je i sprawować urząd mógł tylko przez dwa lata. Wybory właściwe (na kadencję 6-letnią) odbyły się zgodnie z przynależnością do 2 klasy (w 1972).

## Klasy

### 1 klasa
- 33 senatorów
- ostatnie wybory: 5 listopada 2024, objęcie urzędu 3 stycznia 2025
- następne wybory: listopad 2030, objęcie urzędu 3 stycznia 2031
- wcześniejsze wybory odbywały się w latach: 1788, 1790, 1796, 1802, 1808, 1814, 1820, 1826, 1832, 1838, 1844, 1850, 1856, 1862, 1868, 1874, 1880, 1886, 1892, 1898, 1904, 1910, 1916, 1922, 1928, 1934, 1940, 1946, 1952, 1958, 1964, 1970, 1976, 1982, 1988, 1994, 2000, 2006, 2012, 2018

- stany posiadające senatorów 1 klasy: Arizona, Connecticut, Dakota Północna, Delaware, Floryda, Hawaje, Indiana, Kalifornia, Maine, Maryland, Massachusetts, Michigan, Minnesota, Missisipi, Missouri, Montana, Nebraska, Nevada, New Jersey, Nowy Meksyk, Nowy Jork, Ohio, Pensylwania, Rhode Island, Tennessee, Teksas, Utah, Vermont, Waszyngton, Wirginia, Wirginia Zachodnia, Wisconsin i Wyoming

### 2 klasa
- 33 senatorów
- ostatnie wybory: 3 listopada 2020, objęcie urzędu 3 stycznia 2021
- następne wybory: 3 listopada 2026, objęcie urzędu 3 stycznia 2027
- wcześniejsze wybory odbywały się w latach: 1788, 1792, 1798, 1804, 1810, 1816, 1822, 1828, 1834, 1840, 1846, 1852, 1858, 1864, 1870, 1876, 1882, 1888, 1894, 1900, 1906, 1912, 1918, 1924, 1930, 1936, 1942, 1948, 1954, 1960, 1966, 1972, 1978, 1984, 1990, 1996, 2002, 2008, 2014

- stany posiadające senatorów 2 klasy: Alabama, Alaska, Arkansas, Dakota Południowa, Delaware, Georgia, Idaho, Illinois, Iowa, Kansas, Karolina Południowa, Karolina Północna, Kentucky, Kolorado, Luizjana, Maine, Massachusetts, Michigan, Minnesota, Missisipi, Montana, Nebraska, New Hampshire, New Jersey, Nowy Meksyk, Oklahoma, Oregon, Rhode Island, Tennessee, Teksas, Wirginia, Wirginia Zachodnia i Wyoming

### 3 klasa
- 34 senatorów
- ostatnie wybory: 8 listopada 2022, objęcie urzędu 3 stycznia 2023
- następne wybory: 7 listopada 2028, objęcie urzędu 3 stycznia 2029
- wcześniejsze wybory odbywały się w latach: 1788 (2 lata), 1790 (4 lata), 1794, 1800, 1806, 1812, 1818, 1824, 1830, 1836, 1842, 1848, 1854, 1860, 1866, 1872, 1878, 1884, 1890, 1896, 1902, 1908, 1914, 1920, 1926, 1932, 1938, 1944, 1950, 1956, 1962, 1968, 1974, 1980, 1986, 1992, 1998, 2004, 2010, 2016

- stany posiadające senatorów 3 klasy: Alabama, Alaska, Arizona, Arkansas, Dakota Południowa, Dakota Północna, Kalifornia, Kolorado, Connecticut, Floryda, Georgia, Hawaje, Idaho, Illinois, Indiana, Iowa, Kansas, Karolina Południowa, Kentucky, Luizjana, Maryland, Missouri, Nevada, New Hampshire, Nowy Jork, Karolina Północna, Ohio, Oklahoma, Oregon, Pensylwania, Utah, Vermont, Waszyngton i Wisconsin

## Lista senatorów według klas
|                      |                      | Klasa 1                             | Klasa 2 | Klasa 3 | Suma               |
| -------------------- | -------------------- | ----------------------------------- | ------- | ------- | ------------------ |
| Partia Demokratyczna | Partia Demokratyczna | 17                                  | 13      | 15      | 45                 |
| Partia Republikańska | Partia Republikańska | 14                                  | 20      | 19      | 53 + Wiceprezydent |
| Niezależni           | Niezależni           | 2 (związani z Partią Demokratyczną) | 0       | 0       | 2                  |
| Suma                 | Suma                 | 33                                  | 33      | 34      | 100                |
| Ostatnie wybory      | Ostatnie wybory      | 2024                                | 2020    | 2022    |                    |
| Następne wybory      | Następne wybory      | 2030                                | 2026    | 2028    |                    |